# Alistra mendanai
Alistra mendanai är en spindelart som beskrevs av Brignoli 1986. Alistra mendanai ingår i släktet Alistra och familjen panflöjtsspindlar. Inga underarter finns listade i Catalogue of Life.